# Anydrophila fouadi
Anydrophila fouadi là một loài bướm đêm trong họ Noctuidae.